# Eberswalde Hauptbahnhof
Eberswalde Hauptbahnhof – stacja kolejowa w Eberswalde, w kraju związkowym Brandenburgia, w Niemczech. Znajdują się tu 3 perony.